# The Cowboy and the Indians
The Cowboy and the Indians è un film del 1949 diretto da John English.
È un film western statunitense a sfondo musicale con Gene Autry.

## Produzione
Il film, diretto da John English su una sceneggiatura di Dwight Cummins e Dorothy Yost, fu prodotto da Armand Schaefer per la Gene Autry Productions e girato negli studios di Old Tucson a Tucson, Arizona, e a Pioneertown, California, dal 14 al 28 marzo 1949.

## Distribuzione
Il film fu distribuito negli Stati Uniti dal 15 settembre 1949 al cinema dalla Columbia Pictures. È stato distribuito anche in Brasile con il titolo O Vaqueiro e os Peles-Vermelhas.